# Viktoriya (Schiff, 1958)
Die Viktoriya (russisch Виктория) war ein Flusskreuzfahrtschiff, das im Jahre 1958 in der Tschechoslowakei in der Werft Narodny Podnik Škoda in Komárno (heute Slovenské Lodenice Komárno, damals Bestandteil des Škoda-Konzerns) gebaut wurde und zur Rossiya-Klasse (Projekt 785/OL800) gehört. Sie wurde von OOO Anadyrj (russisch ООО «Анадырь») auf der Wolga bis 2009 betrieben.

## Beschreibung
Das Flusskreuzfahrtschiff mit zwei Passagierdecks wurde 1958 bei der slowakischen Werft Narodny Podnik Škoda in Komárno als A. S. Griboyedov, Baunummer 343, für die Reederei „Kamskoje Retschnoje Parochodstwo“ (Kama Flussreederei) in Perm gebaut. Sie gehörte zu einer 1952 bis 1958 hergestellten Baureihe von 36 Schiffen der Rossiya-Klasse in letzter Serie III, welcher auch als „Projekt 785“ oder „OL800“ (slowakisch: osobna lod 800 – deutsch: Passagierschiff 800 PS) bekannt war. Die Viktoriya verfügt über einen dieselelektrischen Antrieb mit zwei Hauptmotoren. Schon 1959 wurde das Schiff umbenannt und bekam einen neuen Namen I. I. Shishkin, welcher in der Aussprache leichter war. Unter diesem Namen wurde das Schiff erfolgreich auf der Strecke Perm – Astrachan bis 2001 betrieben. 2001 wieder umbenannt und schon als die Viktoriya bis 2009 von OOO Anadyrj betrieben und bis Oktober 2009, als sie von der OOO „MVK“ gekauft wurde, befand sie sich am rechten Ufer der Wolga bei Astrachanj, Modernisierung erwartend. Seit 2009 steht die Viktoriya bei Rybinsk auf der Wolga für 50 → 35 Mio. Rubel von der OOO „MVK“ zum Verkauf. 2010 wurde Fahrgastschiff überholt und in Fahrt getestet. 2016 wurde das Schiff verschrottet.
Auch die Kompozitor Kalinnikov trug eine Weile den Namen Viktoriya, Baujahr jedoch 1957.